# 箕輪町
箕輪町（日语：／ Minowa machi */?）是長野縣南部的上伊那郡的一町。

## 历史

### 沿革
- 1875年2月18日
  - 澤村、大出村、八乙女村、松島村、木下町村、上古田村、下古田村、富田村、中原新田合併為中箕輪村。
  - 長岡村、北小河内村、南小河内村、福与村、三日町村合併為東箕輪村。
- 1881年8月10日 - 東箕輪村分為東箕輪村、福与村、三日町村。
- 1889年4月1日 - 市町村制施行。
  - 福与村、三日町村合併為箕輪村。
  - 中箕輪村、東箕輪村單獨成立。
- 1948年11月3日 - 中箕輪村町制施行。
- 1955年1月1日 - 中箕輪町、箕輪村、東箕輪村3町村合併，現在的箕輪町誕生。